# Danh sách thiết giáp hạm của Đức

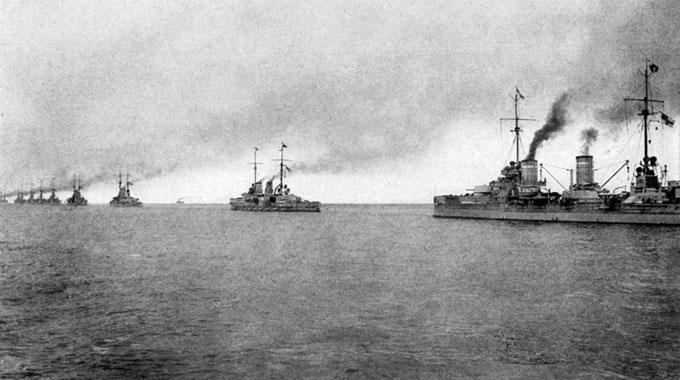
Những chiếc Dreadnought trong Hạm đội biển cao đang trong tư thế hàng ngũ

Hải quân Đức— đặc biệt là Kaiserliche Marine và Kriegsmarine của Đế chế Đức và Đức Quốc xã— đã xây dựng một loạt thiết giáp hạm vĩ đại từ giữa những năm 1890 và 1940. Để bảo vệ biển Bắc và Baltic trong những thời gian chiến tranh, nước Đức, trước đó đã xây dựng một loạt tàu bọc thép nhỏ, bao gồm cả tàu phòng vệ bờ biển và tàu frigate bọc thép. Với việc Hoàng tử Friedrich Wilhelm Viktor Albrecht lên ngôi với tên hiệu là Wilhelm II của Đức, Kaiserliche Marine đã bắt đầu một chương trình mở rộng Hải quân sao cho phù hợp với một liệt cường. Họ bắt đầu cho xây dựng bốn thiết giáp hạm thuộc lớp Brandenburg, ngay năm năm sau đó lớp Kaiser Friedrich III được xây dựng. Việc bổ nhiệm Đô đốc Alfred von Tirpitz thành Bộ trưởng bộ Hải quân năm 1897 đã tăng tốc việc tái vũ trang và tăng thêm sức mạnh cho Hải quân Đức. 'Học thuyết mạo hiểm' của Tirpitz đã lên kế hoạch sẽ có một hạm đội sẽ mạnh bằng Anh Quốc, và sau đó là lực lượng hải quân hùng hậu nhất thế giới, điều này sẽ có thể được thực hiện và thực hiện tốt nếu không gặp phải những rủi ro chiến tranh.
Đô đốc Alfred von Tirpitz bảo đảm loạt Quy luật Hải quân từ năm 1900 và 1912 giúp tăng ngân sách của hải quân và điểm số tàu chiến được ủy quyền một cách mạnh mẽ, quy luật cuối mường tượng ra một hạm đội gồm có 41 tàu chiến, 25 trong đó sẽ có được giao cho Hạm đội biển cao, phần còn lại sẽ nằm trong kho dự trữ. Lớp Kaiser Friedrich III, Wittelsbach, Braunschweig, và Deutschland, là những lớp thuộc kiểu Tiền-dreadnought cuối cùng được xây dựng tại Đức. Sự ra đời của "tàu toàn súng lớn" HMS Dreadnought năm 1906 trở thành một cuộc cách mạng của thiết giáp hạm, và buộc Tirpitz phải thay đổi toàn bộ kế hoạch đóng tàu của mình.